# 林語堂當代漢英詞典
《林語堂當代漢英詞典》是林語堂編纂的中英詞典，1972年由香港中文大學出版。共收錄約8千個字首、約8萬5千個範例和詞條，包括許多新詞。當時由林語堂發明的「上下形檢字法」並不流行。1978年，香港中文大學出版《林語堂當代漢英詞典增編索引》附加威妥瑪拼音和部首檢字法。1987年，由林語堂的女兒林太乙和女婿黎明編纂《最新林語堂當代漢英詞典》。1999年，香港中文大學根據原版推出免費網絡版。